# Ряженское сельское поселение
Ряженское сельское поселение — муниципальное образование в Матвеево-Курганском районе Ростовской области. 
Административный центр поселения — село Ряженое.

## Административное устройство
В состав Ряженского сельского поселения входят:
- село Ряженое,
- хутор Грунтовский,
- хутор Денисовка,
- село Каменно-Андрианово,
- хутор Некрасова Балка,
- село Рясное,
- село Политотдельское.

## Население
| 2010  | 2012  | 2013  | 2014  | 2015  | 2016  | 2017  |
| ----- | ----- | ----- | ----- | ----- | ----- | ----- |
| 5864  | ↘5809 | ↘5801 | ↘5758 | ↗5780 | ↘5763 | ↘5695 |
| 2018  | 2019  | 2020  | 2021  |       |       |       |
| ↘5628 | ↘5557 | ↘5450 | ↘5372 |       |       |       |